# 彼得·德拜
彼得鲁斯·约瑟夫斯·威廉默斯·德拜（荷蘭語：Petrus Josephus Wilhelmus Debije，1884年3月24日—1966年11月2日），后改名为彼得·约瑟夫·威廉·德拜（英語：Peter Joseph William Debye），荷兰物理学家与物理化学家，1936年诺贝尔化学奖获得者。

## 生平
德拜生于荷兰马斯特里赫特。1901年，进入离家乡30公里的普鲁士莱茵省亚琛工业大学学习数学与经典物理学，1905年获电机工程学位。在亚琛，他师从理论物理学家阿诺·索末菲。阿诺·索末菲后来称德拜是他最重要的发现。
1906年，索末菲收到巴伐利亚慕尼黑的任命，于是带德拜一同前往并作为助手。1908年，德拜获哲学博士学位。
1913年，同Mathilde Alberer结婚。

## 个人生活
德拜被描述为严肃的人，但总是平易近人的为他的学生腾出时间。他的个人哲学强调在工作中实现目标和享受。
德拜是一位狂热的鳟鱼渔民和园丁，是仙人掌的收藏家，并且“一直以享受雪茄而闻名”。
德拜是一位忠实的天主教徒，他坚持要家人去教堂。

## 科学贡献
1913年，他扩展了尼尔斯·玻尔的原子结构理论，引入了椭圆轨道。1923年，德拜提出了一种理论来解释康普顿效应，即当X射线与电子相互作用时其频率的偏移。

## 以后的工作
1966年4月，德拜心脏病发作，同年11月第二次发作后离世。他被安葬在格罗夫公墓（美国纽约伊萨卡）。

## 争议
2006年1月，一本荷兰语书籍在荷兰出版，由Sybe Rispens撰写，题为 《爱因斯坦在荷兰》。其中一章讨论了爱因斯坦和德拜之间的关系。
在马斯特里赫特大学采取行动之后，荷兰和美国进行了各种历史调查。康奈尔大学化学与化学生物学系最早完成了这些研究。2006年5月31日发布的康奈尔大学调查报告指出：
根据迄今为止的信息，我们还没有发现证据支持德拜是纳粹的同情者或合作者，或者他持有反犹太主义的观点。必须明确指出这一点，因为这是最严重的指控。